# Новиця (Нижньосілезьке воєводство)
Новиця (пол. Nowica, нім. Neuhaus) — село в Польщі, у гміні Доброшиці Олесницького повіту Нижньосілезького воєводства.
Населення — 163 особи (2011).
У 1975-1998 роках село належало до Вроцлавського воєводства.

## Демографія
Демографічна структура станом на 31 березня 2011 року:
|          | Загалом | Допрацездатний вік | Працездатний вік | Постпрацездатний вік |
| -------- | ------- | ------------------ | ---------------- | -------------------- |
| Чоловіки | 87      | 22                 | 55               | 10                   |
| Жінки    | 76      | 10                 | 48               | 18                   |
| Разом    | 163     | 32                 | 103              | 28                   |